# Grenois
Grenois ist eine französische Gemeinde mit 93 Einwohnern (Stand 1. Januar 2022) im Département Nièvre in der Region Bourgogne-Franche-Comté (vor 2016 Bourgogne). Sie gehört zum Arrondissement Clamecy und zum Kanton Corbigny.

## Geographie
Grenois liegt etwa 55 Kilometer südsüdwestlich von Auxerre am Rande des Morvan. Umgeben wird Grenois von den Nachbargemeinden von Beuvron im Norden, Talon im Nordosten, Asnan im Osten, Moraches im Südosten und Süden, Brinon-sur-Beuvron im Südwesten sowie Taconnay im Westen.

## Bevölkerungsentwicklung
| Jahr                       | 1962 | 1968 | 1975 | 1982 | 1990 | 1999 | 2006 | 2011 | 2020 |
| Einwohner                  | 155  | 152  | 143  | 144  | 104  | 104  | 114  | 108  | 94   |
| Quellen: Cassini und INSEE |      |      |      |      |      |      |      |      |      |

## Sehenswürdigkeiten
- Kirche Sainte-Radegonde aus dem 19. Jahrhundert
- Kirche von La Montagne, alte Kirche aus dem 12. Jahrhundert